# Crécyi csata
A crécyi csata (1346. augusztus 26.) a franciák és angolok között dúló százéves háború (1337-1453) egyik legfontosabb ütközete volt a ma is létező francia falu, Crécy közelében. (Angolul: Battle of Crécy, franciául: Bataille de Crécy, luxemburgi nyelven: Schluecht vu Crécy.)

A bevetett új fegyverek és taktikák miatt sok hadtörténész a lovagi hadviselés hanyatlásának kezdetét látja a csatában.

## Előzmények
Az angol uralkodóház tulajdonképpen Hódító Vilmos 1066-os hódítása óta igényt támasztott a francia trónra. A százéves háború során Anglia ezt az igényt igyekezett érvényesíteni.
Az angolok a skótok és walesiek elleni harcokban már ízelítőt kaptak ellenfeleik gyalogsági erejéből. Hasonlóan a franciák is Flandriában. Az események jelezték, hogy az addigi hagyományos lovagi harcmodor már nem olyan ütőképes. Habár még évszázadokig megmaradt a helyük, de nem volt annyira meghatározó szerepük. A gyalogosok megtanulták a fegyelmet és különféle fegyvernemekbe csoportosultak, hogy azokat kombinálva egymást hatékonyan támogathassák. III. Eduárd volt az, aki ezt legjobban felmérte.
1346-ban Eduárd újabb hadjáratra indult Franciaország ellen. Magával vitte 16 éves, ugyancsak Eduárd nevű fiát (1330-1376), aki később a Fekete Herceg néven vált híressé. Sikeresen partraszállt a Cotentin-félszigeten, Normandiában és mélyen benyomult francia területekre. Fülöp jelentős sereget, többek közt külföldi csapatokat is gyűjtött, hogy szétzúzza a betolakodó angolokat.
Az angol sereg eleinte sikereket aratott a hadjárat során, és Cherbourgtól csaknem Párizsig jutott, de idővel egyre nagyobb nehézségekbe ütközött. A katonák elfáradtak, sokukat vérhas kínozta, készleteiket felélték, a harcokban elvesztett lovaikat nehézkes parasztlovakra kellett cserélniük. A sereg nehézkesen észak felé haladt, hogy egyesülhessen flamand szövetségeseivel. Az üldöző franciák igyekeztek megakadályozni az angol sereg átkelését a Somme folyón, de az angol íjászok és gyalogosok visszaverték a francia zsoldban álló genovai számszeríjas csapat támadását és kiharcolták az átkelést.
Másnap az angol sereg Crécy-en-Ponthieu falu közelében felkészült az elkerülhetetlen csatára. III. Eduárd gondosan választotta ki a helyszínt. A sereg szárnyait jobb oldalon a Maye folyó és Crécy falu, balszárnyát a Wadicourt nevű falucska védte. Az angol arcvonal előtt lejtős volt a terep.
Az üldöző francia sereg főereje délután érkezett meg és a páncélos lovagok azonnal támadásba lendültek.

## A csapatok felállása

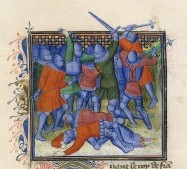

Az angolok védekező állást alakítottak ki, két fő egységben: Lord Northampton és a Fekete Herceg vezetése alatt a walesi lándzsások és a lovaikról leszállt hivatásos katonák (men-at-arms). A két egység külső szárnyán és közöttük középen a híres angol, tiszafából készült hosszúíjat (angolul longbow) alkalmazó lövészek csapatai foglaltak állást háromszög alakban, mert így könnyebben tudták, egymást nem zavarva, váltani a kilövés irányát.
Az angol hadrendben így a centrumot és a két szárnyat is az íjászok foglalták el,  közöttük két tömbben a szálfegyveresek álltak. A gyalogosított lovagok előreszegezett fegyverrel masszívan álltak fel, lépcsős „V”-alakzatban. Hosszú szálfegyvereikkel alkotott lándzsaerdőt a kardokkal harcoló francia lovagok aligha tudták volna áttörni. Egy új fegyvert is bevetettek az angolok, az ágyút. Ebből követ lehetett kilőni, nagy eredményeket nem lehetett elérni vele, de jókora volt a lélektani hatása, ugyanis nagyot robbant. Hangját a franciák lovai még sosem hallották, így kiválóan alkalmas volt az állatok megijesztésére, ezáltal a lovagi hadrendet megzavarhatták.
A király tartalékával és további íjászokkal az emelkedő tetején helyezkedett el. A csapatok három részre osztása ebben az időben általánosan alkalmazott megoldás volt, tulajdonképpen sok esetben ebben ki is merült az egész taktika. III. Edward azonban sok újítást alkalmazott: így a lovaskatonák leszállítása lovaikról, illetve a gyalogosoknak mint fő erőnek az alkalmazása ebben az időben szinte eretnekségnek számított. Edward azonban nagyon bízott íjászaiban, akik koruk kiemelkedően képzett harcosai voltak. Percenként akár 20 lövést is le tudtak adni, bőven el voltak látva nyílvesszővel. Nyilaik egy része olyan heggyel volt ellátva, amely közelről a lovagi páncélzaton is képes volt áthatolni. Az íjászok annak tudatában, hogy a lovagok hamarosan támadást indítanak ellenük, maguk előtt kis gödröket ástak a lovak megzavarására, és kihegyezett karókat tűztek le közvetlenül előttük, amelyekbe ha belerohantak a lovagok, akkor állataikat azok felnyársalták, majd csak várakoztak a hirtelen megindult esőben, és védték íjaikat az átnedvesedéstől.
A francia király seregében jelen volt a főnemesség színe-java. Több mint kétharmada lovasokból, főleg a hűbéresek katonaságából állt, akik szertelen, fegyelmezetlen és zsákmányra éhes katonák voltak. A franciák mellett I. János király vezetésével számos cseh, valamint navarrai, luxemburgi, flamand és baleári is harcolt a seregben. A gyalogság pótlására, de különösen az angol íjászok elleni harcra Fülöp mintegy hatezer genovai zsoldos számszeríjászt toborzott össze, akik az első vonalban rányilaznak az ellenségre, ezután a lovagok a megszokott, frontális nagy tömegű rohamukkal söprik el az ellenséget. A király nem ismerte az angol stratégiát, így nem láthatta annak fölényét. A franciák nyilvánvalóan már elfelejtették a Flandriában elszenvedett vereségeket. Rájuk azok nem hatottak ösztönzőleg, mint az angolokra.
A franciák meglehetősen rendezetlenül érkeztek a harctérre, szintén három egységben vonulva Marcheville felől. Az előörsöt a 6000 genovai számszeríjász alkotta, akik előző nap már megütköztek az angolokkal, nem sok sikerrel. Fegyverük hatótávolsága és átütő ereje elméletileg nagyobb volt az íjaknál, de sokkal lassabban lehetett vele lövéseket leadni és nagyon érzékeny volt a nedvességre. A második egységet Fülöp király testvére, Alencon grófja vezette. Alencon vezetése alatt szolgált három szövetséges király is, Mallorca, Csehország és Róma királya. A harmadik egységet Codemar de Faye vezette. A főparancsnok maga VI. Fülöp volt.

## Hadmozdulatok

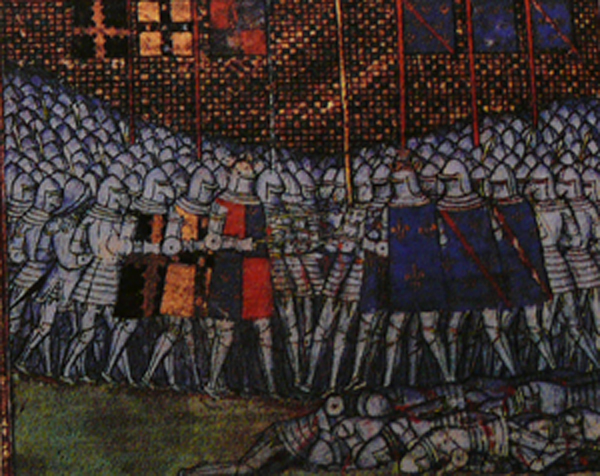

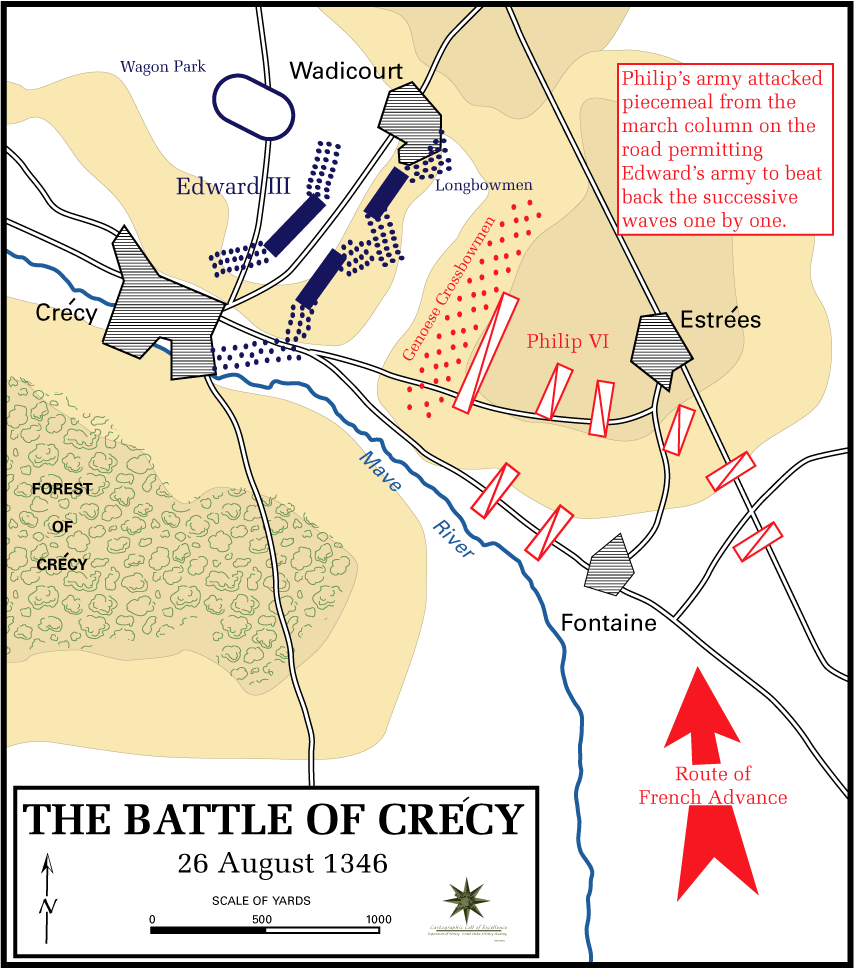
A crécyi csata térképe.

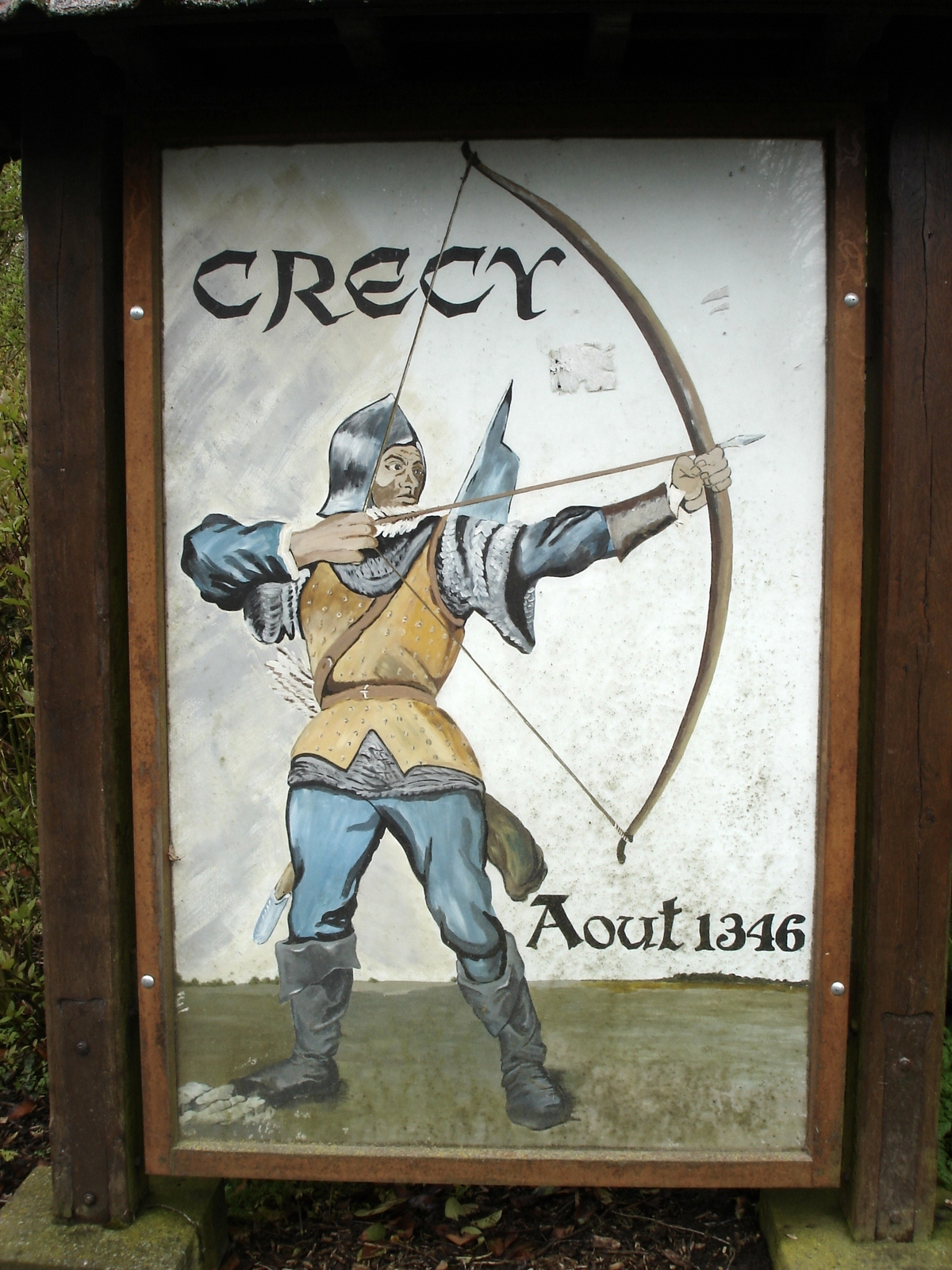
Crécy falu tábla

A francia sereg délután 4 óra körül érkezett a harcmezőre. A király parancsot adott a megállásra, hogy rendezzék soraikat és felfejlődjenek a támadásra, de parancsa nem jutott el az élcsapathoz - vagy nem hallgattak rá, ami akkoriban gyakran előfordult. A katonák, lovagok, úgy érezték, hogy végre utolérték az előlük az előző nap is alig elmenekült kisebb angol csapatot, mindannyian részt akartak a könnyűnek várt dicsőségből és azonnal támadásba lendültek.
A csatát a genovaiak támadása nyitotta. Mikor elég közel értek az angolokhoz, nyilazni kezdtek, de egy angol krónikás leírása szerint egyetlen nyílvessző sem talált telibe. A számszeríjasokat rosszul érintette az eső, fegyvereikkel gondjaik voltak, nehezen tudtak támadásba indulni, ezért a türelmetlen lovagok serege nagy részüket egyszerűen legázolta.
Az angol íjászok kivárták, amíg a genovaiak, illetve a rajtuk áttörő lovagok a lőtávolukba érnek és akkor megsemmisítő erejű nyílzáport zúdítottak rájuk.
A száguldó lovagok keresztülvágtattak a menekülő genovai zsoldosokon, de aztán az első sorok elakadtak a sárban, és a mögöttük vágtatók öklelték fel őket. Csakhamar sok nemes és külföldi lovag a sártengerben fetrengett, többen egymást taposták el, vagy a rájuk zúduló nyílzápor ölte meg őket. Számos ló azért bukott fel, vagy vetette le gazdáját, mert az angol kővető ágyú hangja halálra rémítette őket. Bár sokakat puszta lendületük elvitt az angol vonalakig, de ott a szerencsétlen lovak beleestek a kihegyezett karókba, míg másokat a  lándzsás lovagok tűztek fegyvereik végére. A többieket csatabárdokkal, kardokkal és alabárdokkal ölték meg.

## Fordulópont
VI. Fülöp nem hagyhatta cserben élcsapatát, folytatnia kellett a támadást.
A lovagok újabb és újabb hulláma indult támadásra és hullott halomra. A franciák számbeli fölénye azonban éreztetni kezdte hatását és Edward herceg csapatrésze egyre nehezebb helyzetbe került. A 16 éves trónörökös biztonságára ügyelő Godfrey Harcourt aggodalmában segítséget kért a királytól, de Eduard - látva, hogy a helyzet közben némileg javult a szomszédos Richard FitzAlan, Arundel grófja segítsége révén - nem küldte oda tartalékait, sőt, kijelentette: hadd tanulja a fiú a harcot. A Fekete Herceg - nevét páncélzatáról, de egyesek szerint inkább lelkivilágáról kapta - végül felülkerekedett a támadókon.
A francia támadások egyre folytatódtak. A kor lovagi szelleme nemigen tette lehetővé a racionális gondolkodást számukra. A lovagok egész életükben ilyen csatákra készültek, a dicsőség volt életcéljuk, a menekülés, vagy akár csak az észszerű visszavonulás erkölcsileg elfogadhatatlan volt legtöbbjük számára. A vezetők ebben a korban csapataik élén harcoltak, tényleges irányító tevékenységet nem tudtak mást tenni, mint előrevágtatni és példát mutatni - a halálban is. Azonkívül az arcvonal szűk volt, a hátsó sorokban lévők semmit nem láthattak a tényleges helyzetből, csak követték az előttük haladókat.
VI. Fülöp, aki maga is megsebesült, még késő éjjel is újabb támadásra gyűjtötte volna össze maradék csapatait, de környezete lebeszélte erről és végül elrendelte a visszavonulást.

## A veszteségek
A franciák veresége katasztrofális volt. Talán néhány ezer ember tudott megmenekülni Fülöp hadából, a többiek mind odavesztek a sárban, az angol nyílzáporban, vagy angolok lándzsáitól. A halottak, sebesültek, foglyok és eltűntek száma durván harmincezer főre tehető, s odaveszett a francia nemesség nagy része. Elesett II. Károly Alençon grófja, I. Lajos flamand gróf, Rudolf Lorraine hercege és VI. Enguerrand coucy gróf. A csatában elesett a vak János, a Cseh Királyság (a korabeli cseh területek nagyobb része) királya, Luxemburg grófja is, két lovagjával együtt, akik a lovát vezették a harcba. A korabeli lovagi felfogásra jellemzőek voltak az ilyen önfeláldozó cselekedetek, amelyek azonban nem járultak hozzá a sikerhez.
Az angolok veszteségei 100 emberre tehetőek.

## Következmények
A vereség súlyos következményekkel járt Franciaországra nézve. Az angolok a következő évtizedekben mélyen behatolnak az ország területére és jelentős részét uralmuk alá vonták.
A crécyi csata ugyanakkor a hadászat új hajnalának egyik epizódja volt. Ekkor vetették be először a tűzfegyvert, bár komoly hatást még nem mutatott, de a haditechnika rövidesen kezdi felismerni a lőpor jelentőségét. Még hosszú évszázadokig dominálnak a szálfegyverek, de az ágyúk és a muskéták kora rövidesen eljön. Az új fegyverek utódai ma is meghatározó szerepet játszanak a modern haditechnikában.